# Giro del Piemonte 2016
La 100.ª edición de la clásica ciclista Giro del Piemonte fue una carrera ciclista que se disputó el 29 de septiembre de 2016 por la región de Piamonte, (Italia) sobre un recorrido de 207 km.
Hizo parte del UCI Europe Tour en su máxima categoría 1.HC.
La carrera fue ganada por el corredor italiano Giacomo Nizzolo del equipo (Selección Italia), en segundo lugar Fernando Gaviria (Etixx-Quick Step) y en tercer lugar Daniele Bennati (Tinkoff).

## Recorrido
El Giro del Piemonte dispuso de un recorrido total de 207 kilómetros iniciando desde la provincia de Cuneo en Diano d'Alba, atravesando toda la región de Piamonte hasta finalizar en la ciudad de Agliè sobre la provincia de Turín.

## Equipos participantes
Tomaron parte en la carrera 19 equipos: 10 de categoría UCI ProTeam invitados por la organización; 7 de categoría Profesional Continental; y 1 selección nacional. Formando así un pelotón de 148 ciclistas de los que acabaron 118. Los equipos participantes fueron:
| WorldTeams (10)- AG2R La Mondiale - Astana - Cannondale-Drapac - BMC Racing Team - Etixx-Quick Step - Lampre-Merida - Movistar Team - Katusha - Sky - Tinkoff Equipos continentales profesionales (8)- Androni Giocattoli-Sidermec - Bardiani CSF - Caja Rural-Seguros RGA - CCC Sprandi Polkowice - Cofidis, Solutions Crédits - Gazprom-RusVelo - Nippo-Vini Fantini - Wilier Triestina-Southeast Equipo nacional- Italia |
| |

## Clasificación final
- Las clasificaciones finalizaron de la siguiente forma:[6]

| \| Clasificación general \| Clasificación general \| Clasificación general \| Clasificación general \| Clasificación general \| \| Ciclista \| Ciclista \| Equipo \| Tiempo \| \| \| --------------------- \| --------------------- \| -------------------------- \| --------------------- \| --------------------- \| \| 1.º \| Giacomo Nizzolo \| Italia \| 4 h 25 min 21 s \| \| \| 2.º \| Fernando Gaviria \| Etixx-Quick Step \| + 0 s \| \| \| 3.º \| Daniele Bennati \| Tinkoff \| + 0 s \| \| \| 4.º \| Juanjo Lobato \| Movistar Team \| + 0 s \| \| \| 5.º \| Sonny Colbrelli \| Bardiani CSF \| + 0 s \| \| \| 6.º \| Philippe Gilbert \| BMC Racing Team \| + 0 s \| \| \| 7.º \| Benjamin Swift \| Team Sky \| + 0 s \| \| \| 8.º \| Zdeněk Štybar \| Etixx-Quick Step \| + 0 s \| \| \| 9.º \| Filippo Pozzato \| Wilier Triestina-Southeast \| + 0 s \| \| \| 10.º \| Alberto Bettiol \| Cannondale-Drapac \| + 0 s \| \| \| 11.º \| Romain Hardy \| Cofidis, Solutions Crédits \| + 0 s \| \| \| 12.º \| Manuele Mori \| Lampre-Merida \| + 0 s \| \| \| 13.º \| Kristoffer Skjerping \| Cannondale-Drapac \| + 0 s \| \| \| 14.º \| Jan Bakelants \| AG2R La Mondiale \| + 0 s \| \| \| 15.º \| Luis Ángel Maté \| Cofidis, Solutions Crédits \| + 0 s \| \| \| 16.º \| Maciej Paterski \| CCC Sprandi Polkowice \| + 0 s \| \| \| 17.º \| Ángel Madrazo \| Caja Rural-Seguros RGA \| + 0 s \| \| \| 18.º \| Simone Petilli \| Lampre-Merida \| + 0 s \| \| \| 19.º \| Tiago Machado \| Katusha \| + 0 s \| \| \| 20.º \| Rudy Molard \| Cofidis, Solutions Crédits \| + 6 s \| \| |                      |                            |                 |
| |                      |                            |                 |
| Fuentes: ProCyclingStats Cycling Quotient Cycling Archives |                      |                            |                 |
| Clasificación general |                      |                            |                 |
| Ciclista | Ciclista             | Equipo                     | Tiempo          |
| 1.º | Giacomo Nizzolo      | Italia                     | 4 h 25 min 21 s |
| 2.º | Fernando Gaviria     | Etixx-Quick Step           | + 0 s           |
| 3.º | Daniele Bennati      | Tinkoff                    | + 0 s           |
| 4.º | Juanjo Lobato        | Movistar Team              | + 0 s           |
| 5.º | Sonny Colbrelli      | Bardiani CSF               | + 0 s           |
| 6.º | Philippe Gilbert     | BMC Racing Team            | + 0 s           |
| 7.º | Benjamin Swift       | Team Sky                   | + 0 s           |
| 8.º | Zdeněk Štybar        | Etixx-Quick Step           | + 0 s           |
| 9.º | Filippo Pozzato      | Wilier Triestina-Southeast | + 0 s           |
| 10.º | Alberto Bettiol      | Cannondale-Drapac          | + 0 s           |
| 11.º | Romain Hardy         | Cofidis, Solutions Crédits | + 0 s           |
| 12.º | Manuele Mori         | Lampre-Merida              | + 0 s           |
| 13.º | Kristoffer Skjerping | Cannondale-Drapac          | + 0 s           |
| 14.º | Jan Bakelants        | AG2R La Mondiale           | + 0 s           |
| 15.º | Luis Ángel Maté      | Cofidis, Solutions Crédits | + 0 s           |
| 16.º | Maciej Paterski      | CCC Sprandi Polkowice      | + 0 s           |
| 17.º | Ángel Madrazo        | Caja Rural-Seguros RGA     | + 0 s           |
| 18.º | Simone Petilli       | Lampre-Merida              | + 0 s           |
| 19.º | Tiago Machado        | Katusha                    | + 0 s           |
| 20.º | Rudy Molard          | Cofidis, Solutions Crédits | + 6 s           |

## UCI Europe Tour
El Giro del Piemonte otorga puntos para el UCI Europe Tour 2016, para corredores de equipos en las categorías UCI ProTeam, Profesional Continental y Equipos Continentales. La siguiente tabla corresponde al baremo de puntuación:
| Posición   | 1.º | 2.º | 3.º | 4.º | 5.º | 6.º | 7.º | 8.º | 9.º | 10.º | 11.º | 12.º | 13.º | 14.º | 15.º |
| Puntuación | 100 | 70  | 40  | 30  | 25  | 20  | 15  | 10  | 9   | 8    | 7    | 6    | 5    | 4    | 3    |

| Clasificación | Clasificación    | Clasificación              | Clasificación |
| Posición      | Ciclista         | Equipo                     | Puntos        |
| ------------- | ---------------- | -------------------------- | ------------- |
| 1.º           | Giacomo Nizzolo  | Selección Italia           | 100           |
| 2.º           | Fernando Gaviria | Etixx-Quick Step           | 70            |
| 3.º           | Daniele Bennati  | Tinkoff                    | 40            |
| 4.º           | Juanjo Lobato    | Movistar                   | 30            |
| 5.º           | Sonny Colbrelli  | Bardiani CSF               | 25            |
| 6.º           | Philippe Gilbert | BMC Racing                 | 20            |
| 7.º           | Ben Swift        | Team Sky                   | 15            |
| 8.º           | Zdeněk Štybar    | Etixx-Quick Step           | 10            |
| 9.º           | Filippo Pozzato  | Wilier Triestina-Southeast | 9             |
| 10.º          | Alberto Bettiol  | Cannondale-Drapac          | 8             |

Además, también otorgó puntos para el UCI World Ranking (clasificación global de todas las carreras internacionales).
| Posición   | 1º  | 2º  | 3º  | 4º  | 5º | 6º | 7º | 8º | 9º | 10º |
| Puntuación | 200 | 150 | 125 | 100 | 85 | 70 | 60 | 50 | 40 | 35  |

| Clasificación | Clasificación    | Clasificación              | Clasificación |
| Posición      | Ciclista         | Equipo                     | Puntos        |
| ------------- | ---------------- | -------------------------- | ------------- |
| 1.º           | Giacomo Nizzolo  | Selección Italia           | 200           |
| 2.º           | Fernando Gaviria | Etixx-Quick Step           | 150           |
| 3.º           | Daniele Bennati  | Tinkoff                    | 125           |
| 4.º           | Juanjo Lobato    | Movistar                   | 100           |
| 5.º           | Sonny Colbrelli  | Bardiani CSF               | 85            |
| 6.º           | Philippe Gilbert | BMC Racing                 | 70            |
| 7.º           | Ben Swift        | Team Sky                   | 60            |
| 8.º           | Zdeněk Štybar    | Etixx-Quick Step           | 50            |
| 9.º           | Filippo Pozzato  | Wilier Triestina-Southeast | 40            |
| 10.º          | Alberto Bettiol  | Cannondale-Drapac          | 35            |